# 祝确
祝确（?—?），朱熹的外祖父。
祖父祝仁质經營商店、客棧，人稱“半州”，祝确篤信佛法，“世以货力顺善闻于州乡，其邸肆生业几有郡城之半，因号‘半州祝家’。”。方腊之亂時，祝氏家業被焚荡，祝确因而家道中落。祝确有一獨生女五娘，生下朱熹。